# Suslic de Perote
El suslic de Perote (Xerospermophilus perotensis) és una espècie de rosegador de la família dels esciúrids. És endèmic de Mèxic (Puebla i Veracruz, on viu a altituds d'aproximadament 2.350 msnm. El seu hàbitat natural són les pinedes de muntanya. Està amenaçat per la fragmentació i desforestació del seu entorn a causa de la tala d'arbres i la conversió dels boscos en camps de conreu.